# Гумбази
Гумбази́ (рос. Гумбазы, башк. Гөмбаҙы) — присілок у складі Стерлібашевського району Башкортостану, Росія. Входить до складу Стерлібашевської сільської ради.
Населення — 27 осіб (2010; 39 в 2002).
Національний склад:
- башкири — 90%